# 倍加時間
倍加時間（ばいかじかん、英語: doubling time）とは、何らかの数または量が2倍になるのに要する時間のことである。倍増時間（ばいぞうじかん）とも言う。人口増加・インフレーション・天然資源の採出量・物の消費量・複利計算・悪性腫瘍の大きさなど、時間の経過とともに大きくなる物に適用される。相対的（絶対的ではない）な増加率が一定の場合、量は指数関数的に増加し、倍加時間は一定になる。この場合、増加率から直接に倍加時間を計算することができる。
倍加時間は、2の自然対数を、増加率の冪指数で割ることで求められる。あるいは、パーセントで表した増加率の数値で70を割ると概算値が求められる。さらに大まかな値を求めるのに、70の代わりに約数の多い72を使う方法が良く知られており、「72の法則」と呼ばれている。
倍加時間は指数関数的増加方程式の特性単位であり、倍加時間の逆の指数関数的減衰に対する同種の値が半減期である。
例えば、2006年のカナダの年間の人口増加率は0.9%であり、70を0.9で割るとおおよその倍加時間である78年が求められる。ここから、人口増加率が変わらない場合、2006年のときの3300万人から、78年後の2084年には倍の6600万人になることになる。

## 歴史
倍加時間という概念は、バビロニア数学において金の貸し借りに関する計算で現れる。紀元前2000年頃の粘土板に、「月に1/60の利率（複利なし）を与えたとき、倍加時間を求めよ」という演習が含まれている。この場合、年間の利率は12/60 = 20%であり、複利なしなので倍加時間は100/20で5年となる
。この時代には、借りた額の2倍の額を一定期間後に返済するのが一般的な商慣習であった。紀元前1900年のアッシリアの一般的な金貸しは、2ミナの重さの金を借りて5年後に4ミナを返すというものだったし、この時代のエジプトの諺に「富が利子のあるところに置かれれば、それは倍になって戻ってくる」というものがある。

## 説明
単に成長率のパーセンテージを見るよりも、倍加時間を見る方が、長期的な成長の影響をより直感的に理解することができる。
単位時間あたりの成長率がr%の固定値であるとき、倍加時間Tdは以下の式で求められる。
{\displaystyle T_{d}={\frac {\log(2)}{\log(1+{\frac {r}{100}})}}}  ≈ {\displaystyle {\frac {70}{r}}}
ある時間の対象物の数は以下の式で求められる。
単純な倍加時間の式:
{\displaystyle N(t)=C2^{t/d}}
- N(t) = 時間tにおける対象物の数
- d = 倍加時間（対象物の数が倍になるのにかかる時間）
- c = 対象物の当初の数
- t = 時間

| r%  | Td     |
| --- | ------ |
| 0.1 | 693.49 |
| 0.2 | 346.92 |
| 0.3 | 231.40 |
| 0.4 | 173.63 |
| 0.5 | 138.98 |
| 0.6 | 115.87 |
| 0.7 | 99.36  |
| 0.8 | 86.99  |
| 0.9 | 77.36  |
| 1.0 | 69.66  |

| r%  | Td    |
| --- | ----- |
| 1.1 | 63.36 |
| 1.2 | 58.11 |
| 1.3 | 53.66 |
| 1.4 | 49.86 |
| 1.5 | 46.56 |
| 1.6 | 43.67 |
| 1.7 | 41.12 |
| 1.8 | 38.85 |
| 1.9 | 36.83 |
| 2.0 | 35.00 |

| r%  | Td    |
| --- | ----- |
| 2.1 | 33.35 |
| 2.2 | 31.85 |
| 2.3 | 30.48 |
| 2.4 | 29.23 |
| 2.5 | 28.07 |
| 2.6 | 27.00 |
| 2.7 | 26.02 |
| 2.8 | 25.10 |
| 2.9 | 24.25 |
| 3.0 | 23.45 |

| r%  | Td    |
| --- | ----- |
| 3.1 | 22.70 |
| 3.2 | 22.01 |
| 3.3 | 21.35 |
| 3.4 | 20.73 |
| 3.5 | 20.15 |
| 3.6 | 19.60 |
| 3.7 | 19.08 |
| 3.8 | 18.59 |
| 3.9 | 18.12 |
| 4.0 | 17.67 |

| r%  | Td    |
| --- | ----- |
| 4.1 | 17.25 |
| 4.2 | 16.85 |
| 4.3 | 16.46 |
| 4.4 | 16.10 |
| 4.5 | 15.75 |
| 4.6 | 15.41 |
| 4.7 | 15.09 |
| 4.8 | 14.78 |
| 4.9 | 14.49 |
| 5.0 | 14.21 |

| r%   | Td    |
| ---- | ----- |
| 5.5  | 12.95 |
| 6.0  | 11.90 |
| 6.5  | 11.01 |
| 7.0  | 10.24 |
| 7.5  | 9.58  |
| 8.0  | 9.01  |
| 8.5  | 8.50  |
| 9.0  | 8.04  |
| 9.5  | 7.64  |
| 10.0 | 7.27  |

| r%   | Td   |
| ---- | ---- |
| 11.0 | 6.64 |
| 12.0 | 6.12 |
| 13.0 | 5.67 |
| 14.0 | 5.29 |
| 15.0 | 4.96 |
| 16.0 | 4.67 |
| 17.0 | 4.41 |
| 18.0 | 4.19 |
| 19.0 | 3.98 |
| 20.0 | 3.80 |

上の表から、例えば、年間成長率が4.8%の場合の倍加時間は14.78年となり、倍加時間を10年とするためには年間成長率を7.0%と7.5%の間（実際には7.18%）にすれば良いことがわかる。
資源の消費が一定の割合で増加する場合に適用すると、1倍加時間に消費された総量は、それまでの期間で消費された総量に等しい。ジミー・カーター米大統領は1977年の演説で、「過去の2つの十年紀のそれぞれで、世界の石油消費量は、それ以前の有史以来の石油消費量を上回っている。1950年から1970年にかけて世界の石油消費量がほぼ指数関数的に増加し、倍加時間が10年以下となったためである。」と述べた。
時間t1における量がq1、時間t2における量がq2であるとき、この間の成長率が一定であったと仮定すると、倍加時間は以下のように求められる。
{\displaystyle T_{d}=(t_{2}-t_{1})\cdot {\frac {\log(2)}{\log({\frac {q_{2}}{q_{1}}})}}}

## 関連する概念
単位時間の成長率が負の値である（対象物の量が一定の割合で減少する）場合、すなわち指数関数的減衰における倍加時間と同様の概念が半減期である。
倍加時間における「2倍」を「e倍」にしたのがe-foldingである。

## 細胞培養の倍加時間
細胞培養の倍加時間 td は、比増殖速度（1単位時間の倍加量）μ を用いて以下のように求められる。
比増殖速度:
{\displaystyle \mu ={\frac {\ln N(t)-\ln N(0)}{t}}}
- μ  = 比増殖速度
- t = 時間（通常は時間単位）
- N(t) = 時間 t における細胞の数（微分方程式 {\displaystyle \textstyle {\frac {dN}{dt}}=\mu N} に従う）

（ただし、実験的には2点のデータ N(0), N(t) から比増殖速度 μ を推定すると誤差の影響を大きく受けるので、複数のデータから対数 ln N(t) をとり、傾き μ を最小二乗法によって推定する。）
倍加時間:
{\displaystyle t_{\mathrm {d} }={\frac {\ln 2}{\mu }}}
以下は細胞の倍加時間の例である。
| 細胞の種類   | 採取元 | 倍加時間     |
| ------------ | ------ | ------------ |
| 間葉系幹細胞 | マウス | 21-23 時間   |
| 心臓幹細胞   | ヒト   | 29 ± 10 時間 |